# Stadio Nazionale (Singapore)
Lo stadio Nazionale di Singapore è un impianto polifunzionale dello stato di Singapore. Situato nel quartiere Kallang, lungo il fiume omonimo, sostituisce il precedente stadio Nazionale, inaugurato nel 1973 e chiuso nel 2007, prima della demolizione avvenuta nel 2011.
Dal 2002 è sede del Singapore Sevens torneo di rugby a 7 facente parte del circuito internazionale World Rugby Sevens Series.

## Antefatti
I lavori di costruzione dell'edificio iniziarono nel 2010 a causa dei ritardi dovuti alla crisi finanziaria mondiale del 2008.
A settembre 2011, le fondamenta erano già state completate e iniziarono le opere di edificazione del tetto, originariamente fisso .
Lo stadio avrebbe dovuto essere inaugurato nell'aprile del 2014, ma, a causa di alcuni ritardi, l'apertura venne posticipata al giugno dello stesso anno .

## Strutture

### Configurazioni
Lo stadio ha differenti configurazioni per le tribune a ridosso del campo, a seconda dello sport praticato al suo interno. Sono presenti la configurazione Football/Rugby, la configurazione Cricket e la configurazione Atletica . 
Un efficiente sistema di raffreddamento è disegnato al fine di rinfrescare ogni posto nello stadio utilizzando il 15% di energia in meno rispetto ad un impianto per stadi convenzionale.

### Football/Rugby

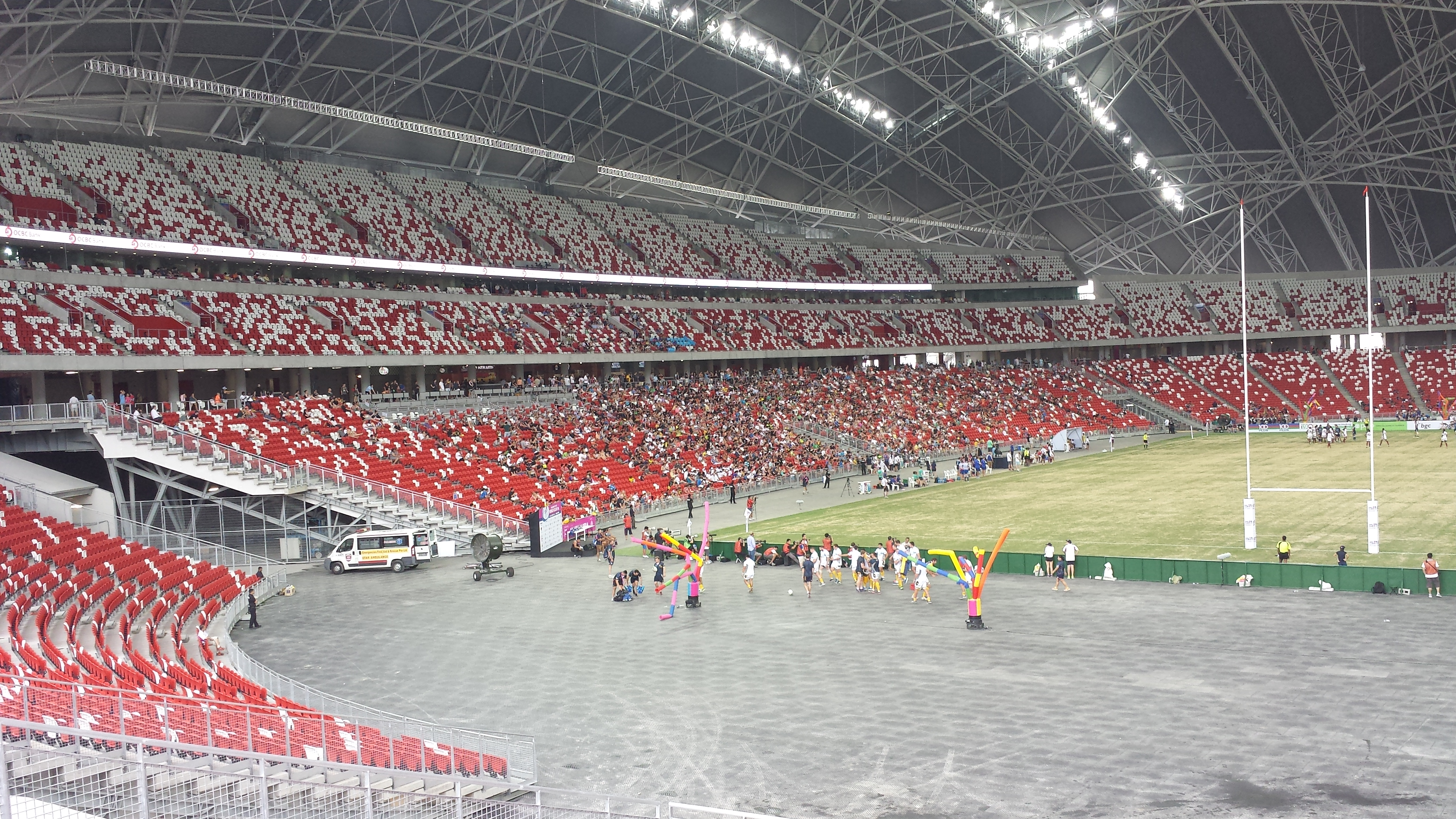
Lo stadio durante il World Club 10s Rugby nel giugno del 2014.

### Tetto retrattile

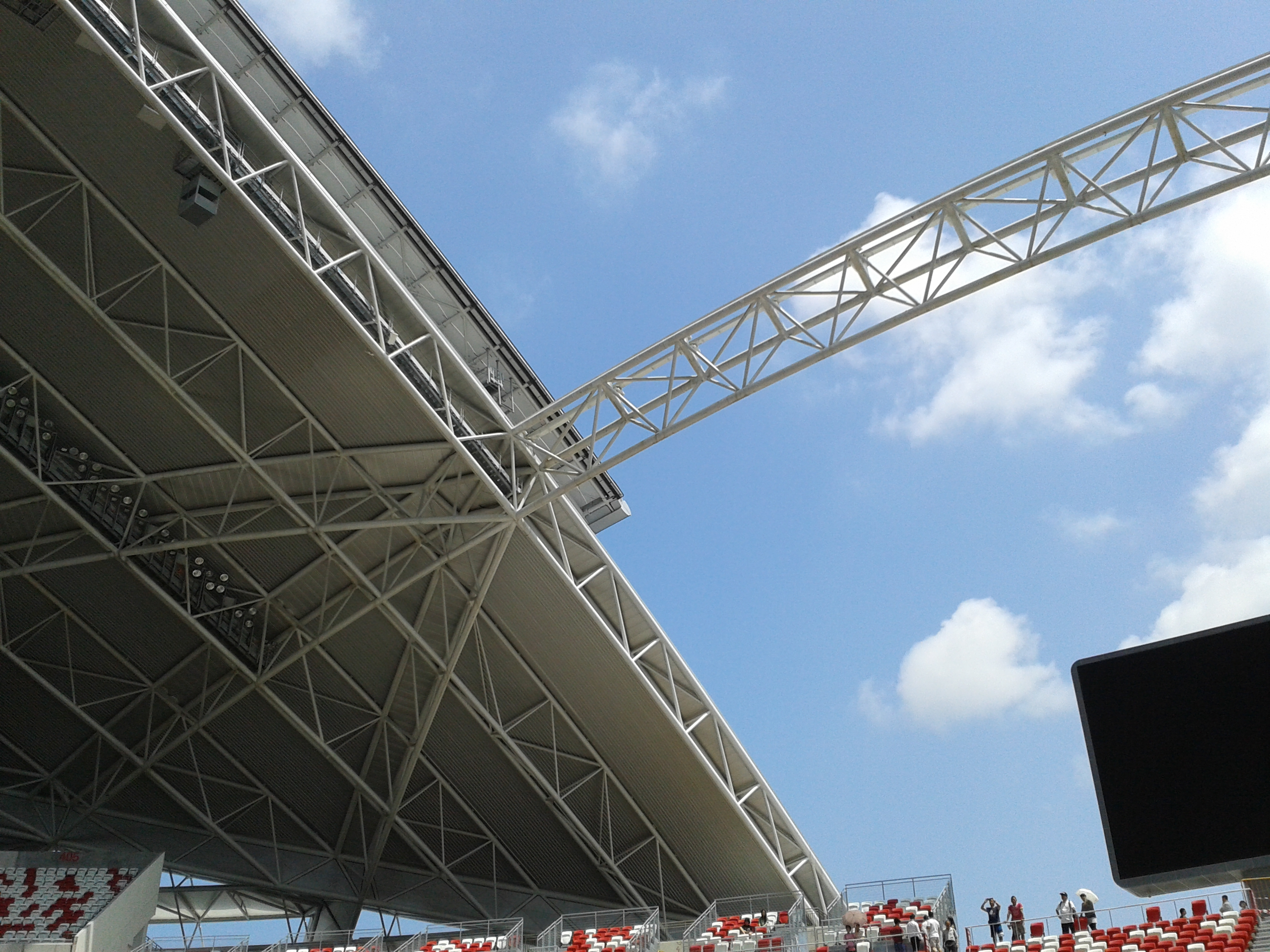
Il tetto retrattile dello stadio.

Lo stadio mantiene il record di più grande cupola del mondo. Per chiudersi ed aprirsi impiega all'incirca 25 minuti. Il tetto è costituito da Etilene Tetrafluoroetilene (ETFE), il quale resiste alle intemperie e protegge gli spettatori dai raggi del sole.

### Superficie
Il Desso GrassMaster è stato installato come superficie originale dello stadio . A causa di alcuni problemi legati alla crescita degli steli, la superficie venne convertita all'erba.

## Concerti
| Data        | Artista       | Nazionalità | Tour                       | Biglietti venduti / Biglietti disponibili |
| 2015        | 2015          | 2015        | 2015                       | 2015                                      |
| ----------- | ------------- | ----------- | -------------------------- | ----------------------------------------- |
| 11 marzo    | One Direction | Regno Unito | On the Road Again Tour     | 29.419 / 29.419                           |
| 2016        |               |             |                            |                                           |
| 28 febbraio | Madonna       | Stati Uniti | Rebel Heart Tour           | 19.123 / 19.123                           |
| 2017        |               |             |                            |                                           |
| 31 marzo    | Coldplay      | Regno Unito | A Head Full of Dreams Tour | 102.508 / 102.508                         |
| 1º agosto   | Coldplay      | Regno Unito | A Head Full of Dreams Tour | 102.508 / 102.508                         |
| 2024        |               |             |                            |                                           |
| 2 marzo     | Taylor Swift  | Stati Uniti | The Eras Tour              | Nessun dato                               |
| 3 marzo     | Taylor Swift  | Stati Uniti | The Eras Tour              | Nessun dato                               |
| 4 marzo     | Taylor Swift  | Stati Uniti | The Eras Tour              | Nessun dato                               |
| 7 marzo     | Taylor Swift  | Stati Uniti | The Eras Tour              | Nessun dato                               |
| 8 marzo     | Taylor Swift  | Stati Uniti | The Eras Tour              | Nessun dato                               |
| 9 marzo     | Taylor Swift  | Stati Uniti | The Eras Tour              | Nessun dato                               |